# ساردین گرد
ساردین گرد (نام علمی: Sardinella aurita) نام یک گونه از سرده ساردینچه‌ها است.